# روز جهانی جذامیان
روز جهانی جذامیان (انگلیسی: World Leprosy Day) یک مناسبت بین‌المللی است که هر سال در آخرین یک‌شنبهٔ ژانویه برای افزایش آگاهی عمومی نسبت به بیماری جذام در نظر گرفته می‌شود. این روز به احترام مهاتما گاندی که نسبت به جذامیان شفقت داشت انتخاب شده است. از سال ۱۹۵۴ میلادی این روز در نظر گرفته شده است.